# Pseudocelleporina triplex
Pseudocelleporina triplex är en mossdjursart som beskrevs av Shunsuke F. Mawatari 1986. Pseudocelleporina triplex ingår i släktet Pseudocelleporina och familjen Celleporidae. Inga underarter finns listade i Catalogue of Life.